# Polistes exclamans
Polistes exclamans é uma vespa eussocial pertencente à família Vespidae da ordem Hymenoptera. Foi registrada em Ontário, no Canadá, e nos Estados Unidos, desde Illinois até o sul, na Flórida, e a oeste, no Nebraska e na Califórnia. Também ocorre no México, de Chihuahua a Jalisco e Hidalgo. P. exclamans apresenta variabilidade em sua distribuição, com ausência no leste do Missouri entre as décadas de 1920 e 1940, presença entre os anos 1960 e 1980, e novamente ausência nos mesmos locais desde 1989. Isso sugere que sua área de distribuição pode ter se expandido para o norte e contraído para o sul ou que a espécie apresenta ciclos de abundância de longo prazo. A espécie possui três castas distintas: machos, operárias e rainhas, com uma hierarquia de dominância adicional baseada na idade, onde vespas mais velhas ocupam posições mais altas na colônia. Na maioria dos ninhos de P. exclamans, há uma rainha que põe todos os ovos da colônia. As semelhanças fisiológicas entre operárias e rainhas levaram a experimentos para identificar as características que distinguem essas castas e como são determinadas, embora os machos tenham características fisiológicas facilmente identificáveis. Por viverem em ninhos relativamente pequenos e abertos, P. exclamans estão frequentemente expostas a predadores e parasitas, como Chalcoela iphitalis [en], Elasmus [en] polistis e aves. A espécie possui estratégias de defesa e reconhecimento que ajudam a protegê-la contra esses predadores e parasitas.

## Taxonomia e filogenia
Polistes exclamans integra a subfamília Polistinae dentro da família Vespidae. A subfamília Polistinae é a segunda maior entre as seis subfamílias de Vespidae, com cerca de 950 espécies, todas eussociais. É composta por quatro tribos, sendo P. exclamans parte da tribo Polistini. O gênero Polistes é atualmente dividido em quatro subgêneros distribuídos pelo mundo; P. exclamans pertence ao subgênero do Novo Mundo Aphanilopterus e é mais estreitamente relacionado a Polistes annularis [en], Polistes buysonni, Polistes canadensis, Polistes lanio [en], Polistes crinitus [en], Polistes versicolor e Polistes instabilis [en].

## Descrição e identificação

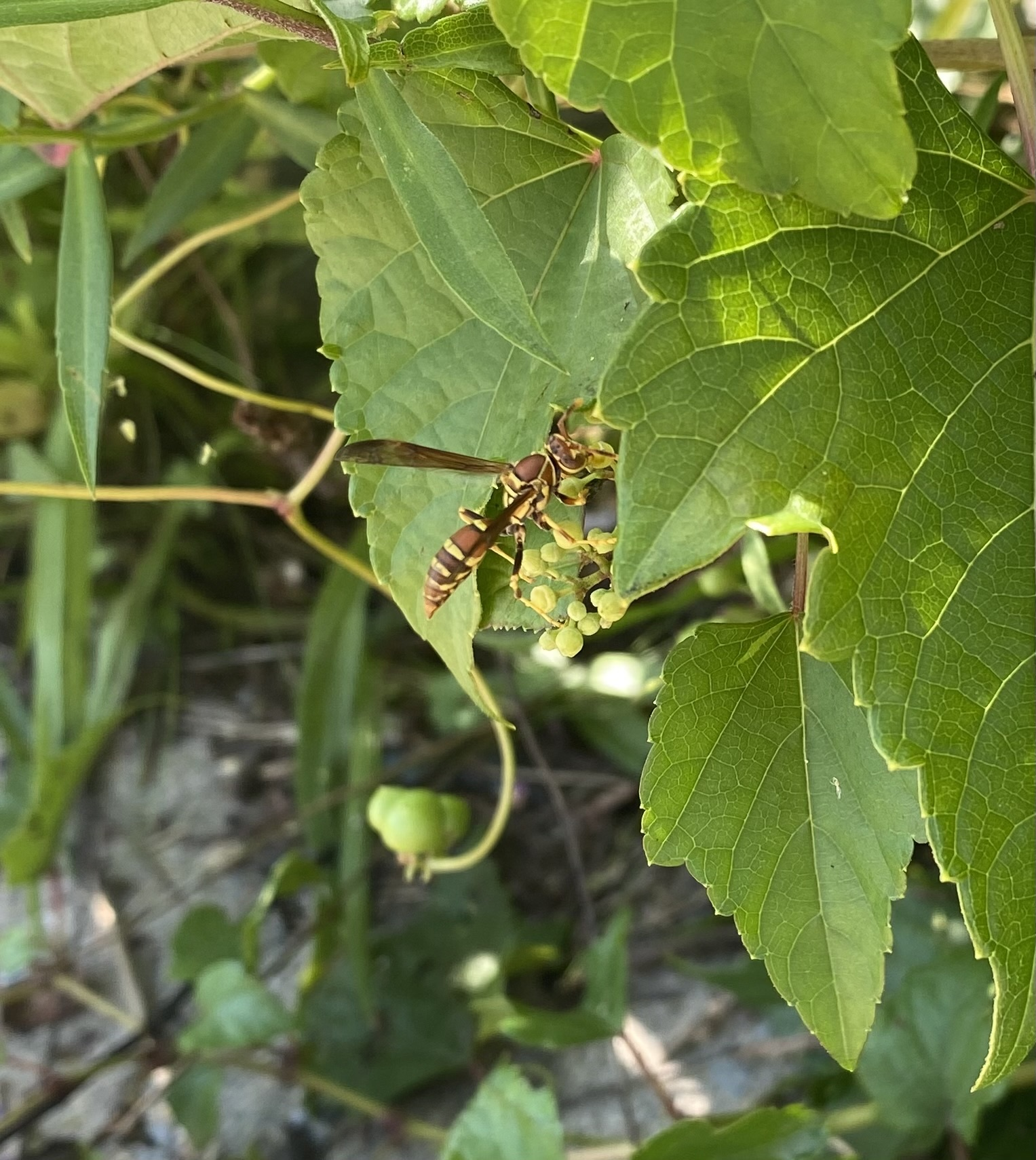
P. exclamans em Nova York.

Existem duas formas de Polistes exclamans nos Estados Unidos: típica e variável. A forma típica ocorre no sudeste dos Estados Unidos, abrangendo estados como Carolina do Norte, Carolina do Sul, Geórgia, Alabama, Flórida, Texas, Luisiana, Oklahoma, Arkansas, Kansas, Colorado e Arizona. Embora a coloração dessa forma varie, quase sempre apresenta tons de amarelo. O propódeo [en] e o mesonoto são marcados com amarelo, com o propódeo geralmente exibindo quatro listras amarelas e o mesonoto com linhas amarelas. Pode também apresentar marcas amarelas na cabeça. As asas, no entanto, não são amareladas como em outras vespas, mas têm coloração escura e arroxeada. A forma típica pode ser confundida com Polistes fuscatus, Polistes crinitus ou Polistes minor. A forma variável tem coloração marrom-avermelhada. A parte central do flagelo, a base dos segmentos abdominais e a face externa das tíbias médias e traseiras são escuras ou pretas, assim como as asas. Em vez de marcas amarelas, a forma variável apresenta marcações brancas-marfim distribuídas pelo corpo. As antenas de P. exclamans são bandeadas com vermelho, preto e amarelo, enquanto a maioria das vespas de papel possui antenas de uma única cor. Nas fêmeas, o comprimento da asa anterior varia de 13 a 16,5 mm, e nos machos, de 12 a 15 mm. A extensão das marcações ferruginosas (cor de ferrugem) é variável.
Embora não tenham sido encontradas características estruturais que separem operárias e rainhas, os machos são facilmente identificáveis por seus olhos salientes, clípeo subquadrangular e antenas delgadas. Os machos de P. exclamans também apresentam maior variabilidade na morfologia externa em comparação com as fêmeas, possivelmente devido à hemizigosidade dos machos (as fêmeas são homozigotas).

## Distribuição e habitat
Polistes exclamans está distribuída pelos Estados Unidos em áreas como Nova Jersey até a Flórida, da Flórida ao Texas, e a oeste até Nebraska, Colorado, Arizona e Califórnia. Também foi registrada no México e nas Bahamas, além de Ontário, no Canadá.
Como uma vespa da família Vespidae, os ninhos de P. exclamans são tipicamente feitos de papel, com uma única camada de câmaras em favos abertos. Embora o tamanho do ninho varie, o limite superior é de cerca de 500 câmaras. Diferentemente de muitos ninhos de vespas da família Vespidae, que possuem um envelope externo de papel, os ninhos de P. exclamans não o têm. Segundo Strassmann e Orgren, “os ninhos são aproximadamente circulares, com um único pedicelo excêntrico, geralmente localizado na parte superior. As câmaras próximas ao pedicelo são as mais antigas.” P. exclamans é particularmente capaz de colonizar novos locais, já que as fundadoras frequentemente se dispersam para novos territórios. Muitas vezes, os ninhos são encontrados próximos a estruturas artificiais, sendo mais comum que P. exclamans construa ninhos em ou perto dessas estruturas. Entre seis espécies de vespas, P. exclamans foi a única a ocupar locais de nidificação artificiais. A espécie prefere locais bem iluminados e abertos.

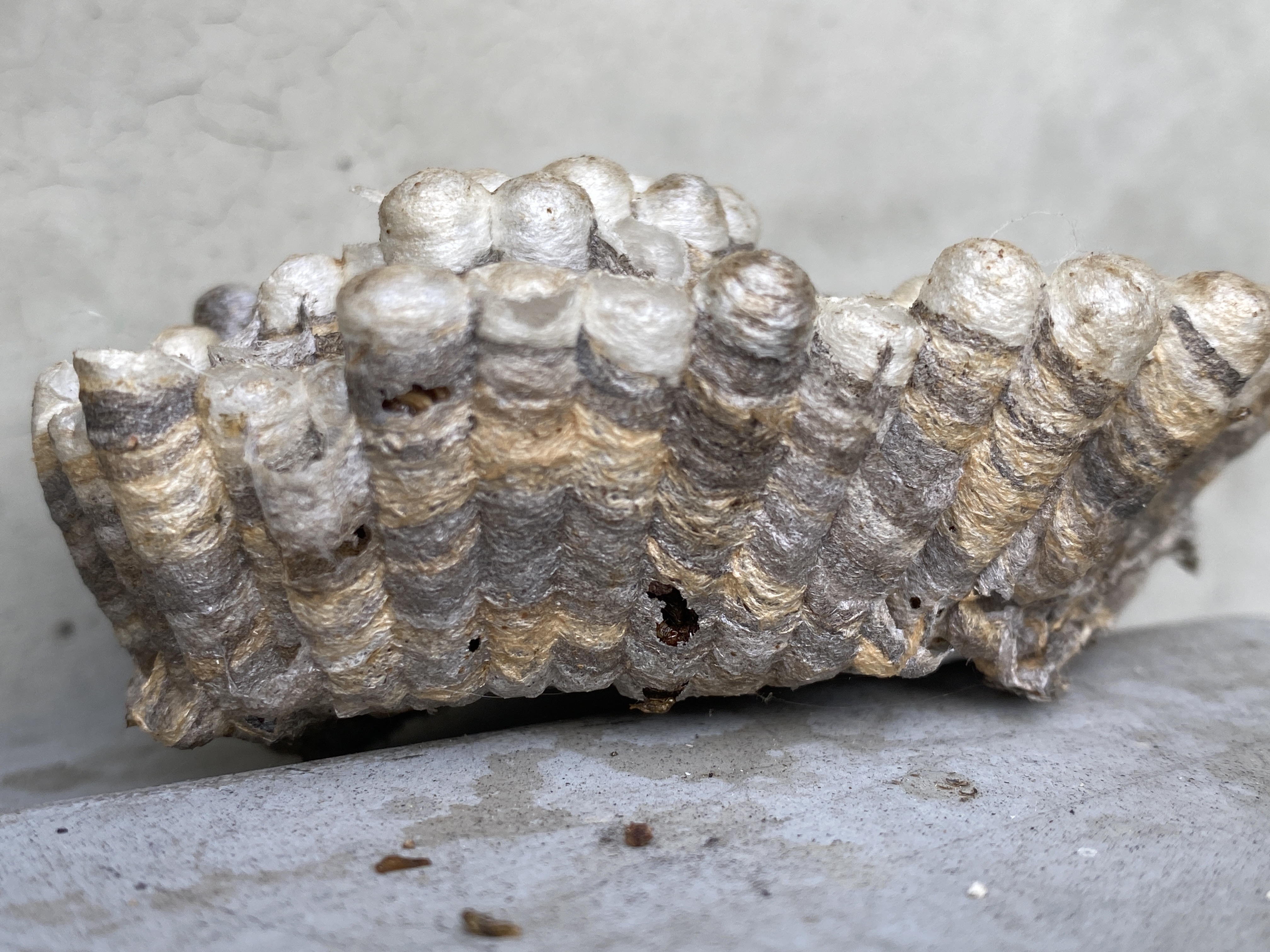
Ninho antigo de Polistes exclamans mostrando camadas de diferentes cores provenientes de materiais distintos.

Os ninhos de Polistes são construídos a partir de fibras de madeira coletadas de postes e caules de plantas, moldadas em um favo de papel com câmaras hexagonais. Os ninhos são orientados para baixo e sustentados por um único filamento. P. exclamans também foi observada ocupando ninhos artificiais fornecidos por pesquisadores, consistindo de feixes de canudos.

## Ciclo da colônia
O ciclo da colônia de Polistes exclamans é mais longo que o de espécies de vespas do norte, mas mais curto que o de espécies tropicais, sendo, em alguns aspectos, intermediário entre os dois. O ciclo ocorre entre março e setembro. A primeira ninhada de operárias emerge entre maio e julho. Os ovos levam cerca de 9 a 14 dias para se desenvolver, embora em ninhos menores ou ovos depositados mais tarde na temporada o desenvolvimento possa levar de 13 a 18 dias para larvas e cerca de 13 dias para pupas, totalizando de 6 a 8 semanas para um ovo se tornar adulto. Vespas reprodutivas emergem mais tarde, em agosto ou setembro.

## A rainha

### Características da rainha
Polistes exclamans vive em uma sociedade hierárquica com uma rainha responsável pela postura de todos os ovos. No entanto, todas as fêmeas apresentam a mesma morfologia e têm a capacidade fisiológica de assumir a postura de ovos se necessário (por exemplo, em caso de morte ou migração da rainha). Como a rainha tem a mesma morfologia das operárias, surge a questão de como o papel de rainha é atribuído e o que a torna especial. Estudos revelaram que rainhas e machos possuem níveis mais altos de glicose, frutose e trealose do que as operárias, resultando em maiores níveis de crioprotetores. P. exclamans utiliza esses açúcares como crioprotetores, que aumentam a concentração de solutos nas câmaras, conferindo maior sobrevivência em climas frios. Em testes de 15 dias a 5 °C, as rainhas apresentaram uma taxa de sobrevivência de 76%, contra 17% das operárias. As rainhas também possuem uma camada de gordura de 0,5 mm ao redor do corpo, permitindo que vivam mais durante o inverno e, possivelmente, estendam sua temporada de acasalamento. As rainhas parecem ser as únicas capazes de entrar em diapausa.

### Desenvolvimento e determinação da rainha
Embora não haja muitas diferenças morfológicas externas entre rainhas e operárias, algumas características internas podem indicar o status social de uma vespa. Descobriu-se que a determinação da casta é irreversivelmente influenciada pela temperatura durante os estágios imaturos de desenvolvimento. Em um experimento, vespas emergidas em junho foram mantidas em câmaras de dia longo, a 26 °C com 16 horas de luz e 8 horas de escuridão. Essas vespas apresentaram ovários maiores e mais ativos em comparação com aquelas incubadas em câmaras de dia curto, a 22 °C com 14 horas de luz e 10 horas de escuridão. Acredita-se que esse fenômeno possa ocorrer devido à secreção de hormônio juvenil que determina as castas e à supressão dos ovários das operárias por fatores ambientais ou hormonais.

### Gerontocracia
Dado que os ninhos de Polistes exclamans são frequentemente destruídos ou sofrem com a morte da rainha (geralmente por causas naturais), é necessário um sistema específico para sua substituição. O sistema atual pode ser descrito como gerontocracia. Está intimamente relacionado à hierarquia de dominância na colônia, na qual indivíduos mais velhos ocupam posições mais altas, enquanto os mais jovens estão nas posições inferiores. As operárias fêmeas mais velhas são geralmente mais agressivas e forrageiam com maior frequência. Quando a rainha não está mais presente, a operária mais velha assume o papel de nova rainha. Isso pode ser devido à genética da próxima rainha, já que a substituição afeta a relação genética das fêmeas na ninhada, permitindo que a futura ninhada seja mais relacionada às operárias adultas que as criam.

### Papel da rainha
P. exclamans tende a ter ninhos menores que outras vespas, geralmente com menos de cem indivíduos. Devido ao tamanho do ninho, a rainha é frequentemente o indivíduo mais ativo. Além de sua função reprodutiva, a rainha monitora e controla diretamente as atividades do ninho, atuando como o marca-passo e sincronizando as atividades das operárias. No entanto, essas funções têm sido questionadas, sugerindo que as operárias podem ser auto-organizadas. Observou-se também que a rainha age agressivamente contra indivíduos menos ativos.

## Desenvolvimento e reprodução

### Sistema de determinação sexual
P. exclamans é um inseto haplodiploide, assim como outras espécies de Polistes, incluindo Polistes metricus [en], Polistes dominula [en] e Polistes annularis. Isso significa que os machos são haploides, produzindo esperma haploide idêntico, enquanto as fêmeas são diploides, produzindo ovos haploides por meiose. Isso afeta a relação genética dentro das colônias, já que irmãs compartilham esperma idêntico se tiverem o mesmo pai, além da contribuição materna parcialmente idêntica. Isso resulta em conflitos entre a rainha e as operárias em relação à proporção sexual, com as operárias preferindo uma proporção mais voltada para fêmeas e a rainha preferindo um investimento igual em rainhas e machos.

### Investimento sexual
Em Polistes exclamans, uma proporção sexual igual é alcançada quando apenas 46,3% do investimento é destinado às fêmeas, já que as fêmeas são 1,16 vezes maiores que os machos. Um estudo de Strassmann revelou que o investimento sexual é voltado para fêmeas, especialmente em anos de alta predação e quando os ninhos são menos bem-sucedidos. Observou-se que as fêmeas são produzidas antes dos machos. Esse viés pode resultar da capacidade das fêmeas de se tornarem operárias ou reprodutoras, o que é mais adaptativo para o ninho, conferindo maior flexibilidade em comparação aos machos, ou porque as fêmeas oferecem maior defesa ao ninho. Mesmo na ausência da rainha original, o investimento sexual permanece voltado para fêmeas, o que não é esperado considerando as implicações genéticas de uma nova rainha.

### Machos precoces
As operárias emergem pela primeira vez entre maio e julho. Durante essa primeira aparição, machos reprodutivos, chamados de "machos precoces", também aparecem com a primeira ninhada. Esses machos proporcionam uma adaptação significativa, garantindo a presença de machos reprodutivos. Ninhos com maior número de machos precoces produzem mais operárias, câmaras, pupas e aparições. Embora a razão não seja clara, a morte de rainhas é comum em P. exclamans, especialmente em maio, com a maioria das rainhas originais mortas até julho, “bem antes de os ovos que se tornariam reprodutivos de outono serem postos”, já que os reprodutivos emergem de agosto a setembro. Assim, as rainhas devem permanecer vivas após junho para produzir futuros reprodutivos; caso contrário, a operária mais velha assume como nova rainha. Os machos precoces reprodutivos podem ser adaptativos para a morte das rainhas, permitindo a continuidade da colônia.

### Atração sexual
Como muitos insetos, P. exclamans utiliza feromônios sexuais para atrair membros do sexo oposto. Pesquisadores investigaram o papel exato desses feromônios na atração sexual em vespas. Em um experimento, foi utilizado um túnel de vento onde machos e fêmeas foram expostos a um pavio com feromônios sexuais isolados de machos e fêmeas. Esses feromônios foram extraídos com hexano de corpos inteiros e tórax de fêmeas não acasaladas. Os extratos de machos foram obtidos das glândulas mandibulares ectais e da sétima glândula esternal. O sexo oposto foi atraído contra o vento pelo cheiro, com resultados intensificados quando um ventilador era ligado. O alcance do cheiro foi de cerca de 2 metros.
Na natureza, observou-se que os machos se afastam do ninho para atrair fêmeas, pressionando seus esternos contra um poleiro e esfregando suas mandíbulas contra ele. Isso atrai fêmeas, que visitam esses galhos e examinam os cheiros. Em algumas ocasiões, machos foram atraídos por cheiros de outros machos.

## Comportamento e ecologia

### Presença da ninhada e diferenciação de castas

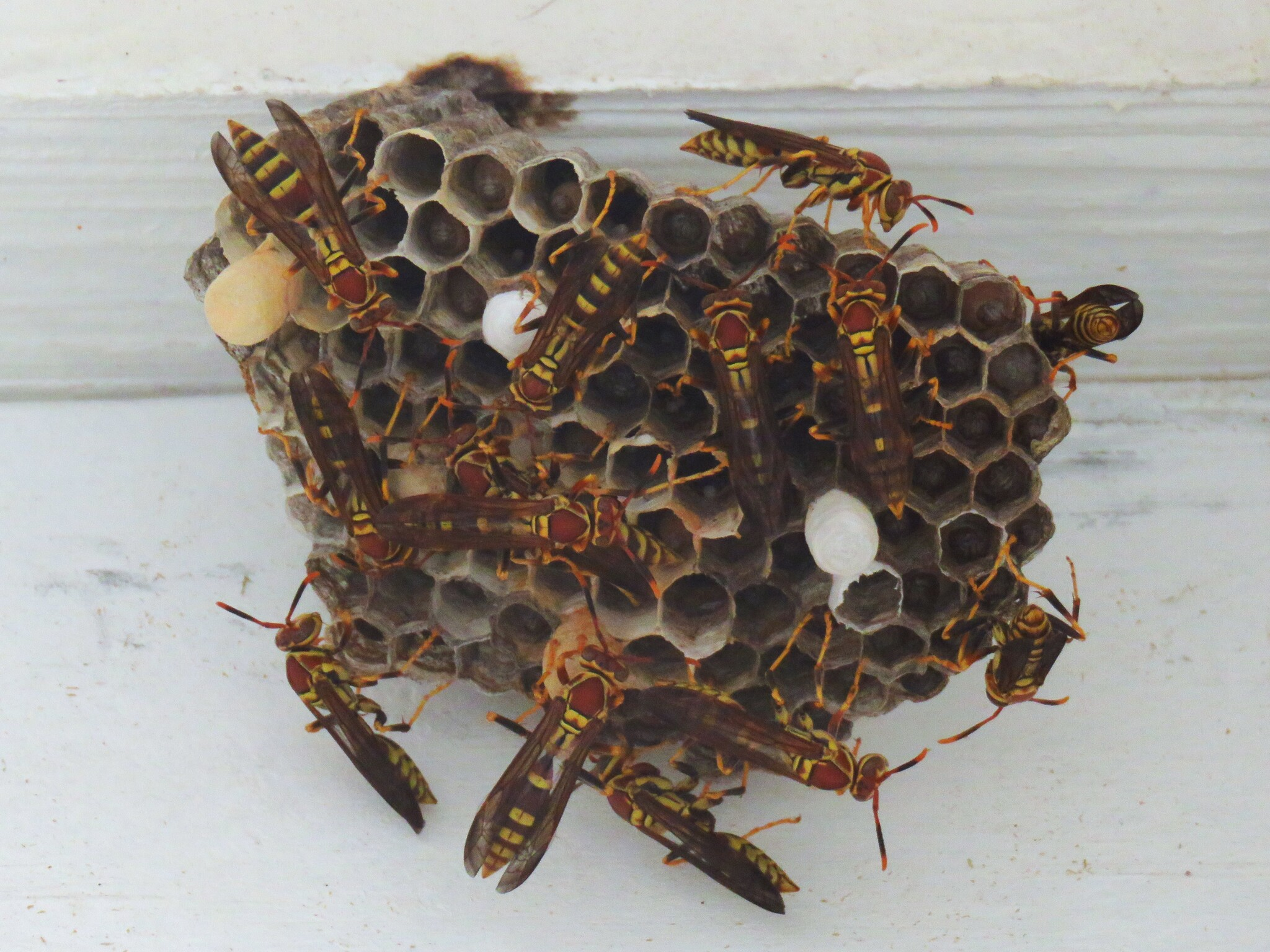
Ninho.

Polistes exclamans possui ninhos e colônias relativamente menores em comparação com outras espécies de vespas eussociais. Assim, é comum que o ninho seja destruído, que a rainha morra antes do fim da temporada ou que o ninho falhe por outros motivos, como predação, parasitismo ou mortalidade de operárias, levando as operárias a criarem ninhadas menos relacionadas a elas do que suas irmãs. Por isso, seria vantajoso que algumas vespas permanecessem sem casta definida até a idade adulta, permitindo plasticidade reprodutiva nas fêmeas. Prediz-se que as operárias de P. exclamans atuem como operárias na presença de uma ninhada e desenvolvam características de gine [en] na ausência dela, exibindo plasticidade adaptativa. Experimentalmente, isso foi confirmado. Solis e Strassmann conduziram um estudo no qual ovos e larvas foram removidos de um grupo experimental. Nesse grupo, as vespas começaram a se comportar como futuras rainhas e desenvolveram a camada de gordura característica das rainhas. No grupo controle, as vespas continuaram a se comportar como operárias. Isso indica que a presença da ninhada afeta a diferenciação de castas e que as operárias fêmeas de P. exclamans exibem plasticidade reprodutiva adaptativa.

### Reconhecimento de parentesco
O reconhecimento de companheiros de ninho é comum em muitos insetos eussociais. No entanto, quando não há diferenças na dieta ou nos materiais de nidificação, muitos não conseguem distinguir companheiros de ninho de outros coespecíficos. Recentemente, foi indicado que muitos insetos podem distinguir parentes mesmo em ambientes idênticos. Estudos com Polistes fuscatus mostraram que ex-companheiros de ninho nidificam próximos uns dos outros na primavera seguinte. Abelhas halictídeas sociais também reconhecem seus parentes. Em P. exclamans, foi demonstrado que a discriminação entre parentes e não parentes é possível, mesmo em ambientes idênticos. Allen, Schulze-Kellman e Gamboa realizaram um experimento no qual vespas hibernantes de diferentes ninhos foram colocadas juntas em uma caixa após serem criadas em ambientes idênticos. Conforme o número de grupos de vespas não relacionadas aumentava, mais aglomerados se formavam na caixa, indicando que as vespas eram capazes de diferenciar parentes de não parentes, uma habilidade adaptativa para a defesa do ninho.

### Hibernação
Muitas espécies de Polistes se agregam durante o inverno. P. exclamans forma grandes aglomerações durante a hibernação. “Essas aglomerações são frequentemente encontradas em locais protegidos chamados hibernáculos, que podem variar desde fendas e rachaduras em rochas ou troncos, sob a casca de árvores, entre paredes de construções ou qualquer outra estrutura natural ou artificial que ofereça proteção durante a hibernação.” Embora P. exclamans tenha sido encontrada em ninhos de Trypoxylon politum [en], que oferecem certa proteção, não se acredita que esses ninhos abriguem vespas hibernantes durante o inverno.

### Mortalidade das operárias
Uma operária típica de P. exclamans vive entre 14 e 16 dias. A vespa mais velha observada em uma colônia natural tinha 102 dias. As rainhas geralmente vivem seis vezes mais que as operárias. Alguma variação na expectativa de vida foi observada, geralmente atribuída à colônia de origem. Há menos variação entre o ninho original e o ninho satélite. A variação dentro de uma única colônia pode ocorrer devido à presença de diferentes castas. Forrageadoras, que frequentemente saem do ninho, levam uma vida mais arriscada e têm menor expectativa de vida do que aquelas que permanecem no ninho. No entanto, colônias com altas taxas de forrageamento também apresentavam maiores taxas reprodutivas para compensar a menor expectativa de vida. Em um ninho, o aumento da população feminina levou a uma menor longevidade, pois as fêmeas estavam mais focadas em competir para se tornar a próxima rainha do que em forragear e cumprir seus papéis.
A morte das operárias é um fator importante no fracasso da colônia, sendo responsável por 13–76% das falhas. Devido ao pequeno tamanho das colônias, a longevidade das operárias é crucial para a sobrevivência do ninho.

### Expansão da distribuição
Durante as décadas de 1950 e 1960, P. exclamans expandiu sua distribuição, alcançando o meio-oeste dos Estados Unidos. Entre 1958 e 1967, novos registros estaduais de P. exclamans foram feitos em Illinois, Indiana, Kentucky, Maryland, Missouri, Nova Jersey, Novo México, Tennessee e Virgínia. A base comportamental para essa expansão pode estar na capacidade excepcional de P. exclamans de colonizar novos locais e no comportamento de fundação solitária de ninhos. Essa capacidade pode ser auxiliada pelas “tendências associadas das fundadoras de P. exclamans de se dispersarem e ocuparem novos locais de nidificação.” Espécies com fundadoras sociais, por outro lado, reproduzem-se perto do local de origem e, portanto, não expandem tanto sua distribuição.

### Ninhos satélites

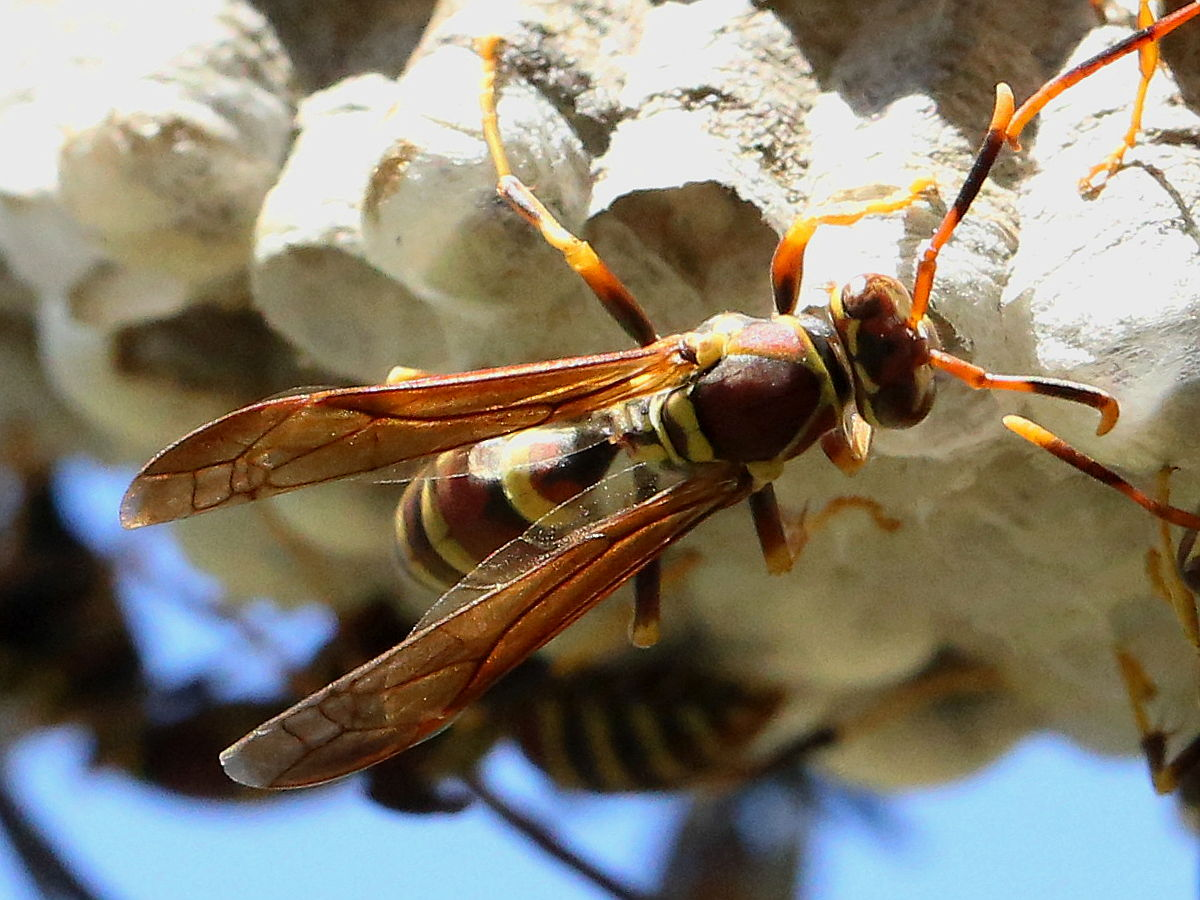
Ninho em Molokai, Havaí.

Ninhos satélites são comuns em P. exclamans. Uma rainha voa entre 0,15 e 11 metros do ninho original para estabelecer um novo local. Cerca de 16–39% dos ninhos criam satélites entre maio e julho.
Semelhante à espécie de vespa Parischnogaster alternata [en], que constrói múltiplos ninhos em aglomerados para proteção por efeito de diluição, os satélites servem como seguro contra ataques de predadores e parasitoides. De 12 ninhos derrubados por aves que possuíam satélites, 66,7% das colônias sobreviveram ao se mudarem para o satélite, em comparação com o menor sucesso reprodutivo de ninhos sem satélite atacados (5,7%). Quando Chalcoela iphitalis invade, a prevalência de satélites não aumenta a sobrevivência, mas tem efeito contra Elasmus polistis, oferecendo um local de escape.
Operárias mais velhas, com ovários mais desenvolvidos, geralmente iniciam ninhos satélites. Operárias mais jovens e menos desenvolvidas juntam-se ao satélite após sua estabelecimento. A distribuição de operárias entre o ninho principal e o satélite é crucial, pois são necessárias para a criação do satélite e a manutenção do ninho principal, embora o ninho principal possa ser abandonado após alguns meses. Se poucas operárias seguirem a operária inicial para o novo ninho, é provável que o satélite falhe.

## Interação com outras espécies

### Parasitoides
Polistes exclamans vive em ninhos sociais com favos abertos. Isso torna os ninhos muito suscetíveis a ataques de predadores e parasitoides. Os ataques de parasitoides ocorrem na ninhada, com o invasor tentando inserir sua própria prole no ninho hospedeiro. Os dois parasitoides mais comuns são Chalcoela iphitalis e Elasmus polistis.

#### C. iphitaliseE. polistis
P. exclamans adota várias contramedidas contra invasões. Ao detectar um intruso, as vespas mordem e ferroam violentamente o local por onde a mariposa C. iphitalis passou. Isso causa vibrações no ninho, alarmando as vespas internas, que se movem de forma brusca. Esse comportamento, conhecido como dança do parasita, pode persistir por até 10 horas após a detecção da mariposa. Se encontrada, a mariposa é imediatamente consumida, embora isso seja improvável. A mariposa deposita seus ovos no ninho, e, ao eclodirem, tomam conta do ninho, resultando no aborto de muitas pupas de vespa. Isso é comum no final do verão, quando a mariposa é mais abundante.
O segundo parasitoide comum, Elasmus polistis, também tem efeitos devastadores. Até 80 E. polistis podem eclodir de uma única câmara. Os machos emergem primeiro, saem do ninho e aguardam as fêmeas. Após o acasalamento, a população de P. exclamans é rapidamente destruída. Em alguns casos, E. polistis esconde larvas no ninho, dificultando sua detecção. As vespas hospedeiras tentam remover os parasitoides para evitar sua disseminação, mas essa defesa não é comprovadamente eficaz, já que as larvas de E. polistis frequentemente passam despercebidas. Em um experimento de 1981, mais de 60% dos ninhos perderam ninhadas para E. polistis ou C. iphitalis. Ninhos satélites maiores têm maior risco de parasitismo, pois são geralmente mais antigos. Ninhos de rainhas mais velhas também tendem a ser mais parasitados do que os de rainhas mais jovens.

### Predação

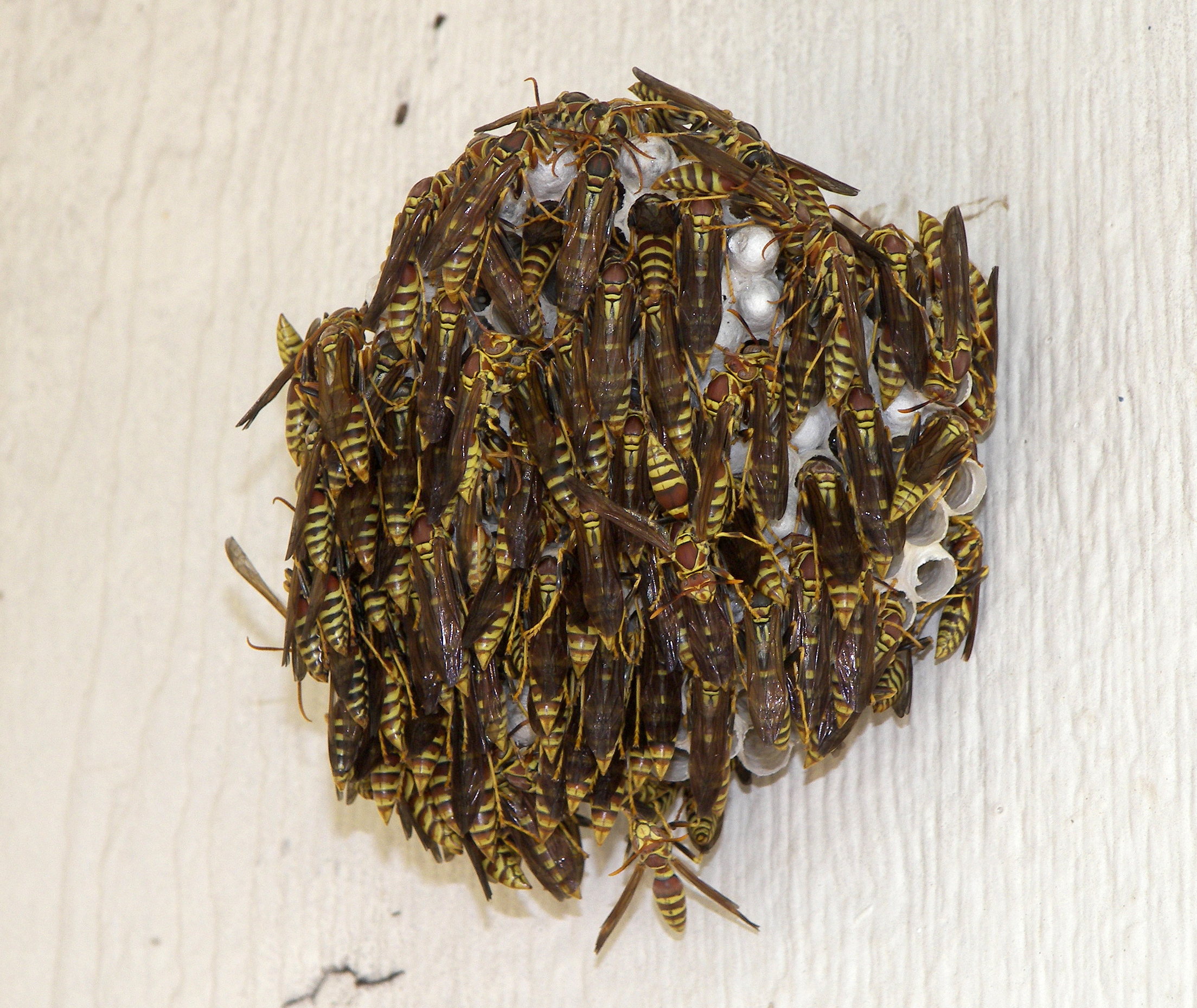
Ninho superpovoado de Polistes exclamans.

P. exclamans enfrenta diversos predadores, sendo as aves os mais perigosos. Elas derrubam os ninhos ao voar, fenômeno identificado pela ausência de ninhos e pela presença de ninhos de vespas no chão próximos aos ninhos de aves. As aves também consomem as larvas dos ninhos, destruindo a colônia, embora os adultos geralmente escapem voando para outra colônia ou ninho satélite.
Ataques de formigas, como Crematogaster laeviuscula [en], são diferentes. Em vez de derrubar o ninho, as formigas o invadem e removem a ninhada, destruindo-a completamente, mas sem matar os adultos.
Outros predadores atacam os adultos durante o forrageamento ou na viagem para ninhos satélites. É difícil quantificar as mortes de adultos fora do ninho devido à dificuldade de rastreamento. No entanto, o voo da rainha para o ninho satélite não parece ser perigoso e não reduz sua sobrevivência.
A vida em grupo tem custos e benefícios discutidos por evolucionistas. Alexander previu que grandes grupos sofrem mais com parasitismo, mas se beneficiam da defesa contra predação. Essa teoria não se aplica totalmente a P. exclamans, pois o parasitismo não aumenta consistentemente com o tamanho do ninho, e a taxa de predação é independente do tamanho.

### Defesa da colônia

#### Padrões faciais

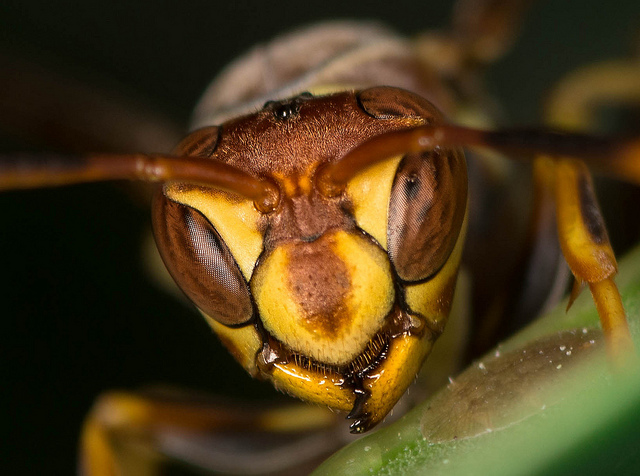
Face.

Alguns animais avaliam rivais por características relacionadas à capacidade de luta; outros usam características convencionais para determinar a competitividade. Em P. exclamans, os padrões faciais são usados como características convencionais para avaliar a capacidade agonística de rivais. Vespas maiores têm clípeos mais pigmentados de marrom. Esses clípeos pigmentados são usados para determinar a viabilidade de desafiar um rival. Quanto mais pigmentado o clípeo ou maior a vespa, maior a probabilidade de desafiar um rival. Vespas menores ou com clípeos menos pigmentados são menos propensas a desafios. Isso minimiza os custos de conflitos durante a competição de dominância entre rainhas fundadoras.

#### Resposta de alarme
P. exclamans exibe uma resposta de alarme, típica de muitos himenópteros eussociais. Embora movimentos bruscos e zumbidos de asas possam alertar o ninho, P. exclamans usa meios químicos, liberando um feromônio de alarme venenoso não específico à espécie. Esse feromônio é liberado apenas durante a ferroada, após o ataque inicial. O veneno coordena a resposta do ninho e atrai fêmeas coespecíficas ou heterospecíficas de colônias próximas para atacar o predador, ajudando a deter novos ataques e protegendo o ninho. Embora outros insetos tenham adaptado a liberação de feromônios para comunicação de alarme, P. exclamans permanece em um estado primitivo nesse aspecto. Em um experimento, feromônios extraídos de glândulas e sacos de fêmeas foram aplicados em papel envenenado, atraindo fêmeas contra o vento, algumas até tentando ferroar o papel. Uma única vespa não libera feromônios suficientes para desencadear uma resposta, mas várias vespas alarmadas conseguem alertar o ninho. O cheiro, porém, não é forte o suficiente para alcançar outros ninhos, que dependem de movimentos físicos e batidas de asas para se alarmarem.

#### Resposta da rainha
Após uma invasão, a rainha pode ser forçada a abandonar seu ninho. Se não houver um ninho satélite, ela pode usurpar outra rainha em um ninho diferente. Sem investir recursos valiosos, a rainha pode usar os recursos do novo ninho para reproduzir uma nova ninhada.